# داریا آنتوچیک
داریا آنتوچیک (انگلیسی: Daria Antończyk؛ زادهٔ ۷ دسامبر ۱۹۸۳) بازیکن فوتبال اهل لهستان است.

وی همچنین در تیم ملی فوتبال زنان لهستان بازی کرده‌است.